# Lithobius abruzzensis
Lithobius abruzzensis är en mångfotingart som beskrevs av Matic 1991. Lithobius abruzzensis ingår i släktet Lithobius och familjen stenkrypare.
Artens utbredningsområde är Italien. Inga underarter finns listade i Catalogue of Life.